# Edgeworthia chrysantha
Edgeworthia chrysantha är en tibastväxtart som beskrevs av John Lindley. Edgeworthia chrysantha ingår i släktet Edgeworthia och familjen tibastväxter. Inga underarter finns listade i Catalogue of Life.